# Půdorys

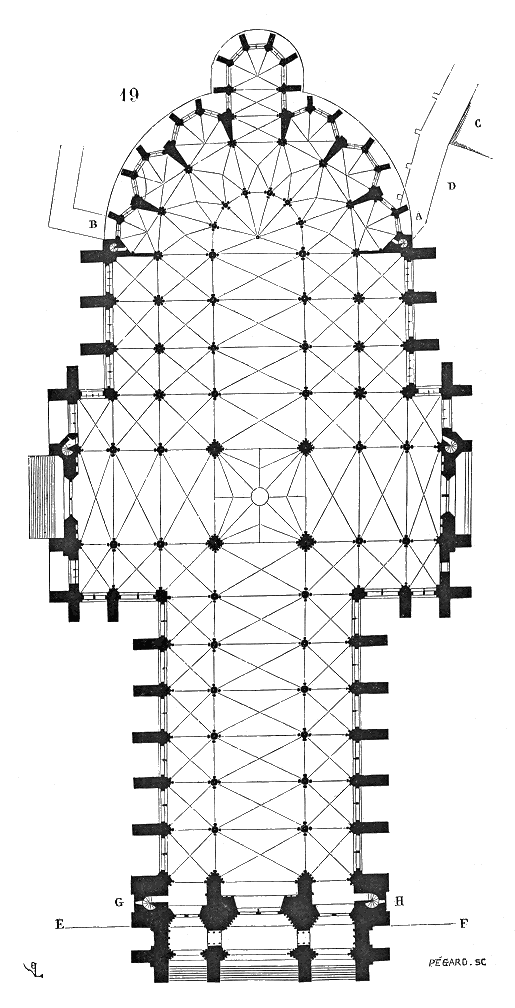
Půdorys katedrály v Amiens

V architektuře je půdorys plán, který ukazuje pomyslný řez budovou ve výšce jeden metr nad podlahou. Z půdorysu je potom možno vyčíst konstrukční řešení podlaží, materiál a tloušťky stěn, rozmístění místností, otvory ve zdivu (okna, dveře, …), vztahy mezi jednotlivými konstrukčními prvky. V půdoryse se povětšinou označují údaje nezbytné pro provedení díla, jako jsou délkové kóty, výměry a popisky jednotlivých místností, nebo zpevněných ploch a v neposlední řadě informace o jednotlivých prvcích.
Půdorysů je pro provedení díla nezbytných několik – pro jednotlivá podlaží a konstrukční celky tak, aby bylo možno jednoduše a rychle přečíst požadovanou informaci.
Termín půdorys bývá obecně používán i pro jiné způsoby prezentace, které znázorňují umístění a základní vztahy jednotlivých objektů. Ve strojírenství se výraz půdorys užívá na technických výkresech pro zobrazení shora v pravoúhlém promítání (nikoliv pro řez).

## Typ staveb dle půdorysu
Půdorys neboli také dispozice je jedno z kritérií, podle kterých se typologicky kategorizují stavby v dějinách architektury. Příkladem může být rozdělení křesťanských sakrálních staveb (kostelů a kaplí) podle hlavní charakteristiky půdorysu na:
- centrální (centrály), stavby s půdorysem symetrickým podle středu
  - kruhové stavby – rotundy, rondely
  - jiný středově souměrný půdorys – např. řecký kříž, osmiboký půdorys
- longitudinální, symetrické podle podélné osy
  - například baziliky, katedrály i běžné typy podélných kostelů

U domu a dalších budov se pak rozlišuje dispozice podle počtu traktů, prostor vymezené nosnými prvky (zdmi), které je možné dále dělit příčkami na jednotlivé místnosti.